# Heo Young-saeng
Heo Young Saeng (sinh ngày 3 tháng 11 năm 1986) là một nam ca sĩ người Hàn Quốc và là một thành viên trong nhóm nhạc SS501.

## Sự nghiệp
Heo Young Saeng đã là người thực tập dưới sự chỉ dẫn của SM Entertainment, làm cho anh càng được gần gũi với các thành viên trong TVXQ và Super Junior. Sau đó anh tham gia vào hãng DSP Entertainment và chính thức trở thành thành viên của nhóm SS501 vào ngày 8-6-2005.
Young Saeng từng làm chủ cho SS501's Youngstreet (SBS, 2006) cùng với thành viên Park Jung Min từ ngày 1-5-2006. Anh phải chia tay với chương trình vào tháng 8-2006 bởi vì có vấn đề sức khỏe của anh, anh phải phẫu thuật cổ họng và sau một thời gian mới bình phục lại.
Vào năm 2008, 2 thành viên đều bận vì lịch làm việc của mình. Jung Min diễn xuất ở một hãng sản xuất ở Hàn Quốc về buổi hòa nhạc "Grease" và Hyun Joong phải đóng phim "Boys Over Flowers", album của SS501 được phát hành vào cuối năm 2008 và đã bị hoãn lại cho đến tháng 7-2009.
Thay vào đó, một nhóm phụ của SS501 được thành lập, và Young Saeng là trưởng nhóm của nhóm này. Hai thành viên khác trong nhóm phụ này là Kim Kyu Jong và Kim Hyung Joon. Nhóm này lúc đầu lấy tên là "Triple S" - tên fan club của SS501 nhưng sau đó đổi tên lại là SS501. Nhóm này đã phát hành 1 album đặc biệt "U R Man" (phát hành ngày 25-11-2008)
Young Saeng đã soạn và sáng tác bài solo "사랑인거죠 (Is it Love?)", và bài hát này cũng nằm trong album đặc biệt. Bài hát này được viết trong khi SS501 đang hoạt động ở Nhật vào năm 2007. Anh là thành viên đầu tiên có 2 bài hát riêng và viết lời thơ cho ca khúc.
Sau khi hoàn thành xong chiến dịch quảng cáo cho "U R Man", nhóm tiếp tục quảng bá bài "내 머리가 나빠서 (Because I am stupid)", bài hát mà nhóm đã hát cho bộ phim truyền hình "Boys Over Flowers". Bài hát này nhận rất nhiều lời khen thưởng và đã thành công trong làng âm nhạc. Nhóm đã thắng giải thưởng "Bài hát trong tháng" (tháng 2) và nhận giải thưởng tại Cyworld Digital Music Awards lần thứ 32 (28 tháng 3 năm 2009) với 110,000 lượt download tại: cyworld.com Lưu trữ ngày 29 tháng 5 năm 2005 tại Wayback Machine

## Đơn ca
- Hajimete Miru Sora Datta (はじめて見る空だった) ('Kokoro' 8-2007)
- Is It Love? (사랑인거죠) ('U R Man' 11-2008)
- Nameless Memories (이름없는 기억) (SS501 Solo Collection 6-2009)
- My Baby You
- I erase tears (눈물을 지워가)- Friend, Our Legend Drama OST.

## Chương trình Radio
- SBS SS501's Youngstreet (tháng 5 - 8 năm 2008)